# رولاند فيرا (عداء مراثوني)
رولاند فيرا هو عداء مراثوني إكوادوري، ولد في 27 أبريل 1965 في كانتون ماتشالا في الإكوادور.

## وصلات خارجية
- رولاند فيرا على موقع الاتحاد الدولي لألعاب القوى (الإنجليزية)
- رولاند فيرا على موقع اللجنة الأولمبية الدولية (الإنجليزية)
- رولاند فيرا على موقع أوليمبيديا (الإنجليزية)